# Matej Radan
Matej Radan (sinh 13 tháng 5 năm 1990) là một thủ môn bóng đá Slovenia thi đấu cho Rudar Velenje ở Slovenian PrvaLiga.

## Danh hiệu
Maribor
- Slovenian Championship (3): 2010–11, 2011–12, 2012–13
- Cúp bóng đá Slovenia (3): 2009–10, 2011–12, 2012–13
- Siêu cúp bóng đá Slovenia (2): 2009, 2013